# ボヘーム
ボヘーム（ポヘム、朝鮮語: 보헴、英語: BOHEM）は、KT&Gが販売しているたばこの銘柄の一つ。BOHEMはBOHEMIAN（ボヘミアン）の略である。
2007年に発売された。キューバ産などシガー葉30%を含有しているという特性を持っている。日本においてはボヘムとも表記される。

## 製品
| 規格                                       | 数量                   | 発売日        | 販売 | 備考                                              |
| ボヘーム・シガー・No.1                     | キング（84mm）         | 2007年8月29日 | 韓国 | タール1.0mg/ニコチン0.1mg                         |
| ボヘーム・シガー・No.3                     | キング（84mm）         | 2011年4月27日 | 同上 | タール3.0mg/ニコチン0.3mg                         |
| ボヘーム・シガー・No.6                     | キング（84mm）         | 2007年8月29日 | 同上 | タール6.0mg/ニコチン0.5mg シガー葉の含有量は30%。 |
| ボヘーム・シガー・マスター                 | キング（84mm）         | 2010年12月8日 | 同上 | タール6.0mg/ニコチン0.5mg シガー葉の含有量は36%。 |
| ボヘーム・シガー・リブレ                   | キング（84mm）         | 2016年10月6日 | 同上 | タール5.0mg/ニコチン0.40mg                        |
| ボヘーム・クバーナ・ショット               | キング（84mm）         | 2011年6月10日 | 同上 | タール1.0mg/ニコチン0.10mg                        |
| ボヘーム・クバーナ・ダブル                 | キング（84mm）         | 2012年2月22日 | 同上 | タール6.0mg/ニコチン0.40mg                        |
| ボヘーム・シガー・MINI・No.1               | スーパースリム（84mm） | 2013年1月10日 | 同上 | タール1,0mg/ニコチン0.10mg                        |
| ボヘーム・シガー・MINI・No.5               | スーパースリム（84mm） | 2013年1月10日 | 同上 | タール5.0mg/ニコチン0.50mg                        |
| ボヘーム・シガー・スリムフィット・ブラウン | スーパースリム（84mm） | 2015年3月9日  | 同上 | タール1,0mg/ニコチン0.10mg                        |
| ボヘーム・シガー・スリムフィット・ホワイト | スーパースリム（84mm） | 2015年3月9日  | 同上 | タール1,0mg/ニコチン0.10mg                        |
| ボヘーム・パイプ・スコッティ               | キング（84mm）         | 2018年5月9日  | 同上 | タール3.0mg/ニコチン0.20mg                        |
| ボヘーム・シガー・カリブ                   | キング（84mm）         | 2021年9月1日  | 同上 | タール4.0mg/ニコチン0.30mg                        |
| ボヘーム・シガー・アイス・フィット         | スーパースリム（84mm） | 2022年3月1日  | 同上 | タール1.0mg/ニコチン0.10mg                        |
| ボヘーム・シガー・ミニ・ロースト           | スーパースリム（84mm） | 2022年8月31日 | 同上 | タール3.0mg/ニコチン0.20mg                        |